# Ramses Bustos
Ramsés Maximiliano Bustos Guerrero (Santiago, Chile, 13 de octubre de 1991) es un futbolista chileno. Se le apoda El Faraón del Gol debido a su primer nombre Ramsés ( Ramesses en español).  

## Clubes
| Club                          | País      | Año       |
| ----------------------------- | --------- | --------- |
| Unión Española                | Chile     | 2008-2012 |
| Barnechea                     | Chile     | 2012      |
| Unión Española                | Chile     | 2013      |
| Buriram United                | Tailandia | 2013      |
| Unión Española                | Chile     | 2014      |
| Deportes La Serena            | Chile     | 2015      |
| Deportes Pintana              | Chile     | 2015      |
| Deportes Copiapó              | Chile     | 2016      |
| Deportes Valdivia             | Chile     | 2016      |
| Nong Khai F.T.                | Tailandia | 2017      |
| Nongbua Pitchaya              | Tailandia | 2017      |
| Super Power Samut Prakan F.C. | Tailandia | 2017      |
| Jumpasri United FC            | Tailandia | 2018      |